# КК Вршац
КК Вршац је кошаркашки клуб из Вршца. Вршац се тренутно такмичи у Кошаркашкој лиги Србије. Дворана Вршца је Центар Миленијум, капацитета 5.000 места.

## Историја
КК Вршац је основан 1946. под именом Јединство. Од 1959. године такмичио се под називом Младост, а од 1967. под називом Инекс Брискол. Од сезоне 1968/69. екипа се такмичи у Војвођанској лиги. 1977. клуб опет мења име у Агропанонија. 1981. Агропанонија је постала првак Војводине и пласирала се у Прву Б лигу. Од 1982. клуб носи име Вршац. У сезони 1986/87. клуб се такмичио у Другој савезној лиги. Фабрика лекова Инекс Хемофарм је преузела спонзорство над клубом, па се тим такмичио под именом Инекс Вршац.
Године 1992. спонзорство над мушком и женском екипом је преузео Концерн Хемофарм. Док је Хемофарм био власник ове екипе, били су познати и под надимком Фармацеути У сезони 1996/97. Хемофарм се такмичио у Другој савезној лиги, а следеће сезоне је освојио прво место у Првој Б савезној лиги и ушао у Винстон ЈуБа лигу.
У својој првој сезони у Првој лиги Хемофарм је освојио 10. место и изборио опстанак, а такође се пласирао у осмину финала Купа Југославије. У сезони 1999/00. Хемофарм је освојио четврто место и право учешћа у Купу Радивоја Кораћа. Следеће сезоне клуб је освојио 6. место у првенству Југославије, стигао до полуфинала плеј-офа и играо у финалу Купа Радивоја Кораћа где га је савладала шпанска Уникаха. У сезони 2001/02. Хемофарм је освојио 4. место у Првој лиги и стигао је до полуфинала плеј-офа и играо у осмини финала Купа Радивоја Кораћа. У следећој сезони клуб је играо на фајнал-фору Фибиног Купа шампиона и освојио је 4. место, а у финалу националног купа је поражен од ФМП Железника. У сезони 2003/04. Хемофарм је играо у финалу Фибине Евролиге. Следеће сезоне клуб је освојио Јадранску лигу, а у финалу плеј-офа је поражен од Партизана. У сезони 2005/06. је играо у полуфиналу УЛЕБ купа.
Хемофарм је у сезони 2007/08. био поражен у финалима Купа Радивоја Кораћа, Јадранске лиге и Синалко суперлиге од Партизана. У сезонама 2009/10. и 2010/11. Хемофарм је поново играо финале плеј офа за првака Србије, али је оба пута поражен са 3-0 у серији од Партизана.
У финалу Синалко суперлиге 2010. је при крају друге утакмице у Вршцу на око 1:14 до краја, при резултату 78:80 за Партизан, избила велика туча између играча обе екипе, након што је избио физички сукоб између Рашка Катића и Алекса Марића. Већина играча са обе стране је искључена, сем по 3 играча из обе екипе. Меч је завршен као баскет меч 3 на 3, за Партизан су играли Лоренс Робертс, који је имао 4 личне, Бо Мекејлеб, и Јан Весели, док су за Хемофарм играли Стивен Марковић, Бојан Крстовић, и Кајли Хил. Мекејлеб је у том наставку постигао 6 поена, док је Марковић за Хемофарм дао једну тројку. Хемофарм је одбио да игра трећи меч у Београду, наводећи безбедносне разлоге и неуједначен критеријум суђења у свом саопштењу. Сходно томе, Партизан је победио службеним резултатом 20:0, и освојио лигу са 3:0 у серији.
Хемофарм у сезони 2011/12. није успео да обезбеди место за учешће у Јадранској лиги за наредну сезону, што ће бити први пут након осам узастопних сезона да не учествује у Јадранској лиги.
Након што је главни спонзор Концерн Хемофарм престао да финансира клуб, све обавезе клуба је током лета 2012. преузела општина Вршац. На Скупштини општине Вршац, одржаној 5. септембра 2012, промењен је назив клуба из КК Хемофарм у КК Вршац.
Неколико дана након краја сезоне 2023/2024, 16.априла клуб је објавио да је потписан уговор о насловном спонзорству са компанијом Меридианбет.

## Имена клуба
- Јединство (1946—1959)
- Младост (1959—1967)
- Инекс Бриксол (1967—1968)
- Агропанонија (1968—1969)
- Вршац (1977—1981)
- Инекс Вршац (1981—1992)
- Хемофарм (1992—2012)
- Вршац (2012—2024)
- Вршац Меридианбет (2024—)

## Успеси
| Такмичење                        | Такмичење                | Број                     | Година                     |                          |                          |
| Национално првенство - 0         | Национално првенство - 0 | Национално првенство - 0 | Национално првенство - 0   | Национално првенство - 0 | Национално првенство - 0 |
| -------------------------------- | ------------------------ | ------------------------ | -------------------------- | ------------------------ | ------------------------ |
| Првенство СЦГ                    | Првак                    | 0                        | /                          |                          |                          |
| Првенство СЦГ                    | Други                    | 2                        | 2003/04, 2004/05.          |                          |                          |
| Првенство Србије                 | Првак                    | 0                        | /                          |                          |                          |
| Првенство Србије                 | Други                    | 3                        | 2007/08, 2009/10, 2010/11. |                          |                          |
| Национални куп - 0               |                          |                          |                            |                          |                          |
| Куп Радивоја Кораћа (СЦГ/Србија) | Победник                 | 0                        | /                          |                          |                          |
| Куп Радивоја Кораћа (СЦГ/Србија) | Финалиста                | 3                        | 2002/03, 2005/06, 2007/08. |                          |                          |
| Континентална такмичења          |                          |                          |                            |                          |                          |
| УЛЕБ Еврокуп                     | Победник                 | 0                        | /                          |                          |                          |
| УЛЕБ Еврокуп                     | Финалиста                | 0                        | /                          |                          |                          |
| УЛЕБ Еврокуп                     | Полуфинале               | 3                        | 2004/05, 2005/06, 2008/09. |                          |                          |
| ФИБА Еврокуп челенџ              | Победник                 | 0                        | /                          |                          |                          |
| ФИБА Еврокуп челенџ              | Финалиста                | 0                        | /                          |                          |                          |
| ФИБА Еврокуп челенџ              | Полуфинале               | 1                        | 2002/03.                   |                          |                          |
| Куп Радивоја Кораћа (ФИБА)       | Победник                 | 0                        | /                          |                          |                          |
| Куп Радивоја Кораћа (ФИБА)       | Финалиста                | 1                        | 2000/01.                   |                          |                          |
| Куп Радивоја Кораћа (ФИБА)       | Полуфинале               | 0                        | /                          |                          |                          |
| Регионална такмичења             |                          |                          |                            |                          |                          |
| Јадранска лига                   | Победник                 | 1                        | 2004/05.                   |                          |                          |
| Јадранска лига                   | Финалиста                | 1                        | 2007/08.                   |                          |                          |

## Учинак у претходним сезонама
| Сез.     | Првенство Србије — КЛС | Првенство Србије — Суперлига | Куп Србије   | Регионално такмичење              | Европско такмичење |
| -------- | ---------------------- | ---------------------------- | ------------ | --------------------------------- | ------------------ |
| 2009/10. | —                      | Вицепрвак                    | Полуфинале   | Јадранска лига — Полуфинале       | Еврокуп — Топ 32   |
| 2010/11. | —                      | Вицепрвак                    | Четвртфинале | Јадранска лига — 6. место         | Еврокуп — Топ 16   |
| 2011/12. | —                      | 8. место                     | Полуфинале   | Јадранска лига — 12. место        | —                  |
| 2012/13. | 6. место               | —                            | Четвртфинале | —                                 | —                  |
| 2013/14. | 7. место               | —                            | —            | —                                 | —                  |
| 2014/15. | 5. место               | —                            | Полуфинале   | —                                 | —                  |
| 2015/16. | 10. место              | —                            | —            | —                                 | —                  |
| 2016/17. | 1. место               | 7. место                     | Четвртфинале | —                                 | —                  |
| 2017/18. | 3. место               | Четвртфинале ПО              | —            | Друга Јадранска лига — Полуфинале | —                  |
| 2018/19. | 9. место               | —                            | —            | Друга Јадранска лига — 12. место  | —                  |
| 2019/20. | 12. место              | —                            | —            | —                                 | —                  |
| 2020/21. | 6.место                |                              |              |                                   |                    |
| 2021/22. | 11.место               |                              |              |                                   |                    |

## Познатији играчи
- Вукашин Алексић
- Милутин Алексић
- Данило Анђушић
- Мартон Бадер
- Бојан Бакић
- Дарко Балабан
- Стефан Балмазовић
- Небојша Богавац
- Петар Божић
- Златко Болић
- Милош Борисов
- Марко Бркић
- Саша Васиљевић
- Драгољуб Видачић
- Владан Вукосављевић
- Ђорђе Гагић
- Немања Дангубић
- Милош Димић
- Владимир Драгутиновић
- Саво Ђикановић
- Ђорђе Ђого
- Горан Јагодник
- Младен Јеремић
- Небојша Јоксимовић
- Вонтиго Камингс
- Рашко Катић
- Роберт Конли
- Немања Крстић
- Бојан Крстовић
- Бобан Марјановић
- Иван Мараш
- Стефан Марковић
- Милан Мачван
- Дарко Миличић
- Никола Милутинов
- Лука Митровић
- Ненад Мишановић
- Алексеј Нешовић
- Јован Новак
- Никола Оташевић
- Миљан Павковић
- Стеван Пековић
- Вања Плиснић
- Петар Поповић
- Миљан Пуповић
- Немања Радовић
- Рашад Рајт
- Борис Савовић
- Марко Симоновић
- Славко Стефановић
- Владимир Тица
- Миленко Топић
- Андрија Ћирић
- Мустафа Абдул-Хамид
- Џерод Хендерсон
- Кајл Хил
- Јасмин Хукић
- Предраг Шупут
- Марко Шутало

## Познатији тренери
- Небојша Богавац
- Влада Вукоичић
- Владимир Ђокић
- Жељко Лукајић
- Мирослав Николић
- Лука Павићевић
- Оливер Поповић
- Дарко Русо